# Juegos Panafricanos de 2019
Los XII Juegos Panafricanos se llevaron a cabo en Casablanca y Rabat, Marruecos, del 19 al 31 de agosto de 2019. El evento multideportivo se realizó por primera vez en Marruecos que organizó como anfitrona del certamen.

## Elección de la sede
Ghana, Zambia y Kenia mostraron interés en la organización de la 12.ª edición de los Juegos Panafricanos, pero perdieron la posibilidad de elegir la sede de los Juegos Panafricanos
La sesión del Comité Técnico en Juventud, Cultura y Deporte, que tuvo lugar en Addis Abeba (Etiopía) del 13 al 17 de junio de 2016, aprobó que la candidatura de los Juegos Panafricanos de 2019 sería Malabo, debido a los problemas económicos y la especulación de la realización de los juegos, Malabo y Lusaka se retiraron las candidaturas del evento multideportivo. Finalmente, en junio de 2018, la sede de los juegos Panafricanos cambió de Malabo por las ciudades de Rabat y Casablanca.

## Deportes
En los Juegos Panafricanos de 2019 se disputan 26 deportes.
- Ajedrez
- Atletismo
- Bádminton
- Baloncesto
  -  Baloncesto 3x3
- Balonmano
- Boxeo
- Canotaje
- Ciclismo
  -  Ciclismo de montaña
  -  Ciclismo en ruta
- Equitación
- Esgrima
- Fútbol (detalles)
- Gimnasia
- Judo
- Karate
- Levantamiento de pesas
- Lucha
- Natación
- Remo
- Snooker
- Taekwondo
- Tenis
- Tenis de mesa
- Tiro con arco
- Tiro deportivo
- Triatlón
- Voleibol
  -  Voleibol
  -  Voleibol de playa

## Países participantes
En los XII Juegos Panafricanos participaron atletas de 54 países de África:
| Lista de naciones participantes (cantidad de deportistas) | Lista de naciones participantes (cantidad de deportistas) | Lista de naciones participantes (cantidad de deportistas) | Lista de naciones participantes (cantidad de deportistas) |
| --- | --- | --- | --------------------------------------------------------- |
| - Angola (ANG) - Argelia (ALG) - Benín - Botsuana - Burkina Faso - Burundi - Cabo Verde - Camerún - Chad - Comoras - Costa de Marfil - Egipto (EGY) - Eritrea - Etiopía - Gabón - Gambia - Ghana | - Guinea - Guinea Ecuatorial - Guinea-Bisáu - Kenia - Lesoto - Liberia - Libia (LBA) - Madagascar - Malaui - Mali - Marruecos (MAR) - Mauricio - Mauritania - Mozambique - Namibia - Níger - Nigeria | - República Centroafricana - República del Congo - República Democrática del Congo - Ruanda - Santo Tomé y Príncipe - Senegal - Seychelles - Sierra Leona - Somalia - Suazilandia - Sudáfrica - Sudán - Sudán del Sur (SSD) - Tanzania - Togo - Túnez - Uganda | - Yibuti - Zambia - Zimbabue                              |

## Calendario
La competición consta de 301 eventos en 26 deportes.
| AP | Apertura | ● | Competiciones | 1 | Eventos finales | CL | Clausura |

| Agosto | Agosto | 16 Vie | 17 Sab | 18 Dom | 19 Lun | 20 Mar | 21 Mie | 22 Jue | 23 Vie | 24 Sab | 25 Dom | 26 Lun | 27 Mar | 28 Mie | 29 Jue | 30 Vie | 31 Sab | Medallas Eventos |
| Total  | Total  | 0      | 8      | 6      | 0      | 0      | 27     | 22     | 19     | 16     | 15     | 39     | 27     | 63     | 60     | 60     | 3      | 341              |
| Agosto | Agosto | 16 Vie | 17 Sab | 18 Dom | 19 Lun | 20 Mar | 21 Mie | 22 Jue | 23 Vie | 24 Sab | 25 Dom | 26 Lun | 27 Mar | 28 Mie | 29 Jue | 30 Vie | 31 Sab | Medallas Eventos |
| ------ | ------ | ------ | ------ | ------ | ------ | ------ | ------ | ------ | ------ | ------ | ------ | ------ | ------ | ------ | ------ | ------ | ------ | ---------------- |